# Antoñana (Álava)
Antoñana es un concejo del municipio de Campezo, en la provincia de Álava, España. 

## Toponimia
Aparece documentado por primera vez como Antonnana y Antoñana (1182).Es un derivado del antropónimo Antonius, con la evolución romance: *(uilla) antoniana ‘la propiedad de Antonio’.

## Geografía física

### Ubicación

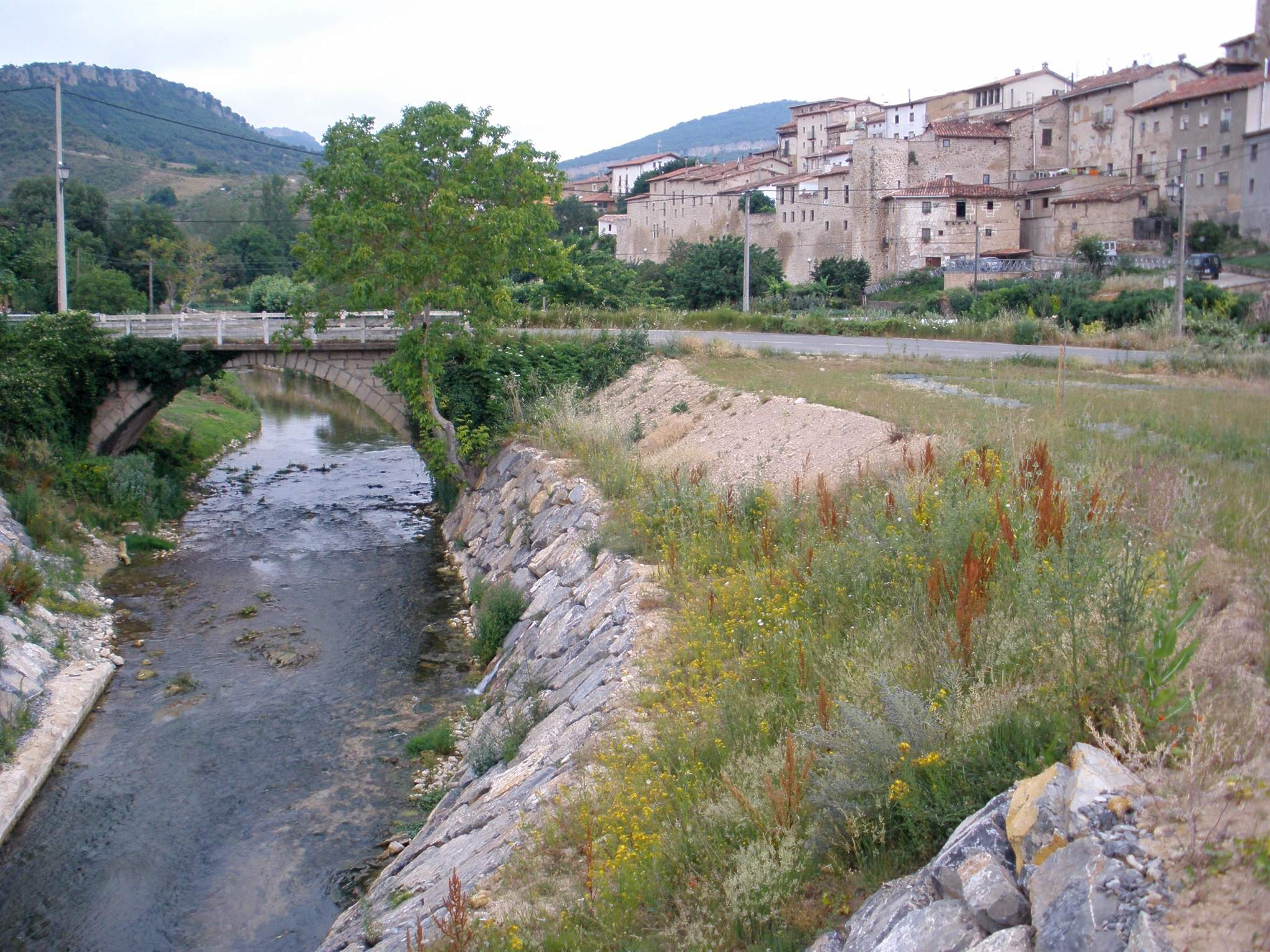

Está en la confluencia de los ríos Ega y Sabando (también llamado Irazulo), que la rodean, y junto a la carretera A-132, de Vitoria a Estella, en el km. 34.
Exceptuando los terrenos dedicados al cultivo cerealista y de la patata, el resto de su superficie está cubierto por densos bosques de encinas, robles y hayas, además de otras especies, entre las que destacan algunos tejos centenarios.
Es en estos bosques donde se recoge y cultiva la trufa. También es un importante centro productor de miel, con denominación de origen.
| Noroeste: Atauri  | Norte: Sabando | Nordeste: Oteo                 |
| Oeste: Corres     |                | Este: Orbiso                   |
| Suroeste: Bujanda | Sur: Genevilla | Sureste: Santa Cruz de Campezo |

## Naturaleza
Los recorridos por los montes que la rodean son de gran interés, destacando algunos senderos marcados como la Senda del ''Agin'' (tejo), que permite conocer tejos que pasan de los 5 metros.Ruta a la cascada de Aguaqué, y a la cascada del río Sabando, también conocida como del molino de Oteo.

## Historia
En 1182 fue fundada por Sancho el Sabio de Navarra otorgando el fuero de población como villa fortificada sobre un antiguo fuerte, en la confluencia de dos caminos: uno desde Armentia, por Oquina y Corres, y el otro desde la Llanada, a través del puerto de Azáceta.
Permanece bajo dominio navarro hasta el año 1200, cuando es anexionada a la Corona de Castilla, al apoderarse el rey Alfonso VIII del valle de Campezo. El rey promete, en su testamento de 1204, que a su muerte la villa será devuelta a su legítimo dueño, Sancho el Fuerte de Navarra. Sin embargo, la voluntad del rey no se cumple: en documentos fechados en 1218, y en un real decreto promulgado en 1239 por Fernando III el Santo, se asume que la villa sigue perteneciendo a Castilla. Su carácter realengo pasó, por merced de Enrique de Trastámara a Ruy Díaz de Rojas, quien a su vez la transmitió a los Hurtado de Mendoza, cuya jurisdicción fue pleiteada por la villa hasta conseguir su independencia en 1635 previo pago a la Corona.
Hacia mediados del siglo XIX, el lugar, por entonces con ayuntamiento propio, tenía contabilizada una población de 260 habitantes. Aparece descrito en el segundo volumen del Diccionario geográfico-estadístico-histórico de España y sus posesiones de Ultramar de Pascual Madoz de la siguiente manera:

ANTOÑANA: v. en la prov. de Alava (6 leg. á Vitoria), dióc. de Calahorra (10), vicaria herm. de Campezu, y part. jud. de Laguardia (7), y ayunt. de su nombre: sit. en un llano, circuida de montes: su clima frio y sano: forman la pobl. 60
casas de mediana construccion. La igl. parr. (San Vicente), es matriz y servida por 3 beneficiados; el cementerio capaz y bien ventilado: el térm. confina por N. con Atauri 1 1/2 leg.; por E. con Genevilla igual dist.; por S. con Corres 1, y á O. con Orbiso 1 1/2: contigno á la v. está la ermita bajo la advocacion de Ntra. Sra. del Campo, y otra en medio del térm. divisorio de Atauri y la indicada v. con el nombre de San Saturnino Mártir, la cual sirve para ambas pobl.: el terreno es poco productivo, pero el riego de las aguas del r. Sabando que pasa por el E. de la v., le hace muy fértil, bañándole tambien, aunque poco, los derrames del r. que nace en Azaceta y corre por el O. de la mencionada v.: participa de monte cno arbolado de robles, hayas y buenos prados de pasto. Los caminos locales y medianamente cuidados; cruza la carretera de Vitoria para Navarra: el correo se recibe de Logroño por balijero los viérnes. Prod. trigo, maiz, patatas, todo género de legumbres, hortaliza y frutas: cria ganado vacuno, lanar, caballar y de cerda: hay caza de perdices, liebres, palomas y otras aves de paso; se pescan truchas, barbos y otros peces: ind. la agrícola y un molino harinero. pobl.: 65 vec. 260 alm. riqueza y contr. (V. Alava intendencia.)
(Madoz, 1845, pp. 345-346)

Pertenece al municipio de Campezo. En 2022, la entidad singular de población tenía empadronados 153 habitantes y el núcleo de población, 144.

## Geografía humana

### Organización territorial
Forman parte del concejo los despoblados de:
- Piédrola.
- Villanueva.[12]

### Demografía
| Gráfica de evolución demográfica de Antoñana entre 1842 y 1960 |
| |
| Población de derecho según los censos de población del INE Población de hecho según los censos de población del INEEntre el censo de 1970 y el anterior, este municipio desaparece porque se agrupa en el municipio 01017 (Campezo) |

| Gráfica de evolución demográfica de Antoñana entre 2000 y 2017 |
|                                                                |
| Población de derecho según los censos de población del INE.    |

### Urbanismo

#### Estructura urbana
Su estructura urbana ha sufrido pocas modificaciones y conserva resabios de otras épocas, principalmente en sus calles que son unidas por medio de cantones, callejas y pasadizos cubiertos con estructuras de madera.
Son cinco las calles que en sentido paralelo y en dirección norte-sur forman la estructura principal de la villa. La calle Mayor, que separa los barrios de Arriba y Abajo, atraviesa el pueblo, uniendo las dos entradas. En ella se encuentran varios edificios de piedra, con apariencia de palacios, con escudos sobre sus fachadas, alguno fechado en el siglo XVI.

## Cultura

### Patrimonio material

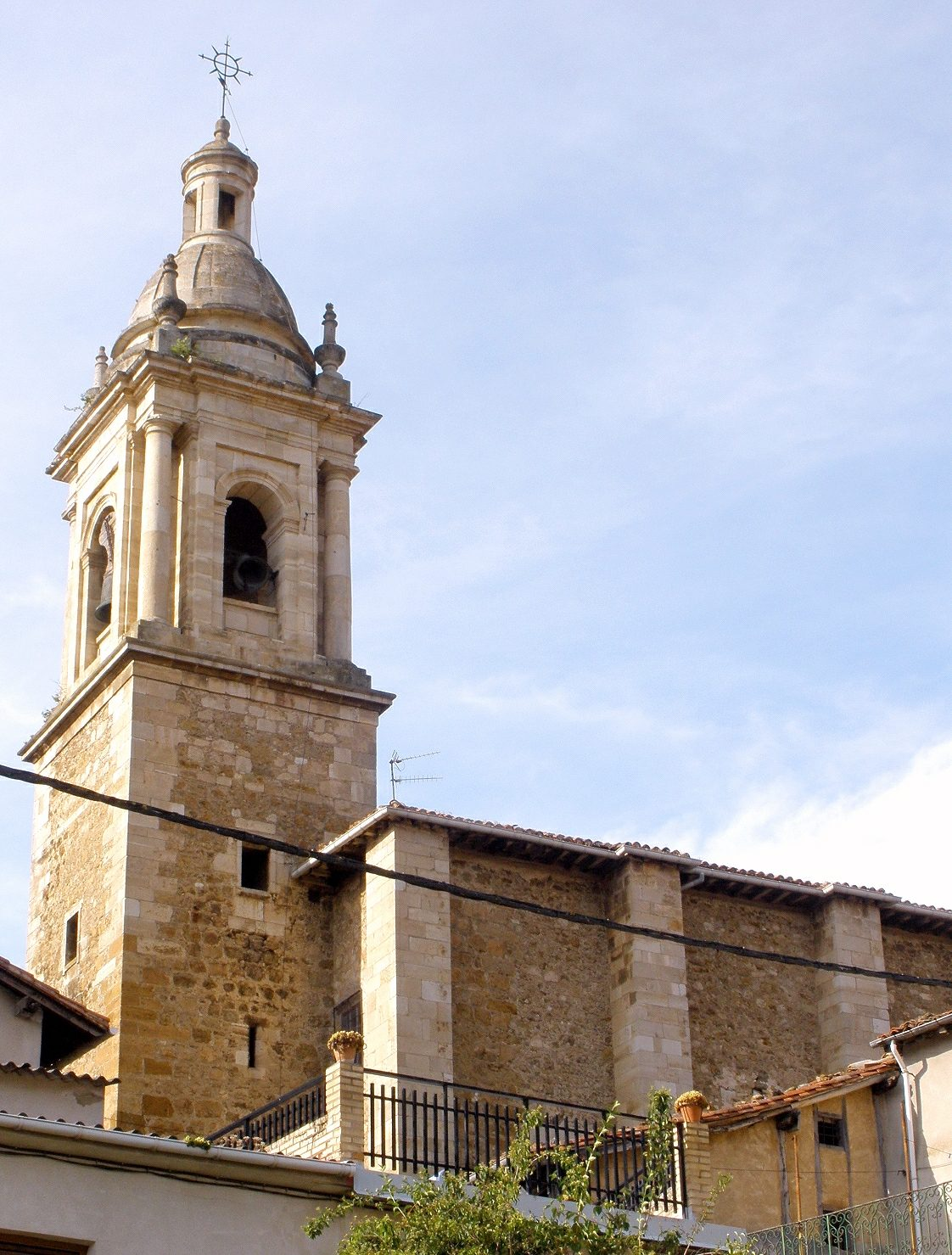
Aspecto de la iglesia parroquial de San Vicente Mártir

- casa-torre de los Hurtado de Mendoza, Condes de Orgaz (siglo XIII) en la calle de los Arquillos de Abajo, siglo XIII.[7] Está modificada para vivienda, pero conserva bien su estructura exterior. Al Este ostenta un arco apuntado y en la fachada Norte, en su parte superior, un vano y una saetera cegados. En el ángulo Noroeste está adosada a la antigua muralla y se aprecia la huella de una primitiva entrada a la torre, que pudiera haber pertenecido a los Mendoza,
- Casa-Torre: Torre más tardía que la muralla sustituyendo, probablemente, a otra anterior de la que sólo queda al (N) una puerta en arco de medio punto defendida por dos saeteras. Está adosada a una casa de noble aspecto, con ventanas molduradas y portada con ornamentación geométrica en las jambas y frontón triangular fechable del XVI-XVII, momento en el que se debió reformar la torre.
- Casa: En la c/Mayor nº10. A la izquierda de la fachada presenta un acceso adintelado y a la derecha un pasadizo que une esta calle con la de abajo. En el primer piso, en un pilar, está grabado el año de construcción de la casa "1.565", así como dos bancos con repisa moldurada y un escudo cuarteado muy desgastado y rodeado por orla.
- Existe otro palacio, con escudo de la familia Elorza.[7]
- Pasadizo de la calle Mayor y Sol a través de la muralla. A él se abren las entradas de dos casas, una en cada calle, al igual que la entrada al ayuntamiento, a través de un pasillo elevado. Los muros del pasadizo son de mampostería y se cubren con estructuras de madera.
- Se conservan algunos edificios con las características de las edificaciones populares medievales de piedra y entramado de madera.
- Soportales de los Arquillos de Arriba. Las edificaciones próximas a la muralla se apoderaron del terreno existente entre ambas. Se dividen en tres tramos con techumbres adinteladas que se apean en los muros de las muralla. En uno de los tramos podemos ver dos saeteras cegadas.

- Muralla, que ha ido integrándose como parte de las viviendas, como muro de las casas que se adosan en su parte interior. Ventanas y balcones se asoman a ella perforándola. De todas las puertas que tuvo solamente se conserva la de la entrada sur, así como un cubo en el lado oeste. La altura de la muralla es variable y oscila entre los 5 y los 12 metros, con un espesor de 1,30 metros.
- La iglesia parroquial de San Vicente Mártir se construyó en sustitución de otra iglesia-fortaleza anterior. Tiene planta de cruz latina, con pórtico y portada del siglo XVIII, que se abre al interior de la villa. La torre de gran esbeltez es neoclásica. El interior de la iglesia está presidido por un retablo rococó. En los locales de la antigua cárcel, enclavada en la muralla, existe una sala donde se exponen diversos elementos de carácter etnográfico, así como exposiciones monográficas temporales.
- Ermita de la Virgen del Campo, de origen románico (siglo XIII) de la que conserva la portada y otros elementos de su antigua estructura, tiene un retablo renacentista que suele estar presidido por la imagen titular del tipo Andra Mari (siglo XIII avanzado).

### Patrimonio inmaterial
- Las fiestas patronales se celebran por San Mateo, fin de semana más cercano al 21 de septiembre.[7]
- La feria de la primavera (Día de la Miel), que se celebra anualmente por el mes de mayo, tiene como objeto promocionar este producto que, con label de calidad, se recoge en las numerosas colmenas existentes en la zona de la Montaña Alavesa y en el propio Centro Apícola de Antoñana.[16]
- Subida al Agin. Abril.[16]
- Concentración de Porche 911. Junio.[16]
- Semana Cultural en julio.[16]
- Raid y marchas ecuestres. Primavera y otoño.[16]
- Quema del Judas. 31 de diciembre.[16]
- Cabalgata de Reyes.[16]